# Tumba francesa
La Tumba Francesa es una manifestación cultural de música y danza llevada al oriente de Cuba por los colonos franceses y sus esclavos en sus migraciones, a raíz de la inestabilidad revolucionaria presente en Haití desde finales del siglo XVIII. La tumba francesa es básicamente una combinación de música de África Occidental, principalmente del Congo y Dahomey), y los bailes franceses de salón.

## Orígenes de la Tumba francesa
Debido a la situación creada por la revolución Haitíana durante el período comprendido entre  1791 y 1804, los colonos franceses emigraron a Cuba, principalmente a los territorios orientales que corresponden a las provincias de Guantánamo y Santiago de Cuba, llevando consigo sus esclavos africanos y sus costumbres franco-haitianas. En Cuba, tanto los colonos franceses como los criollos descendientes de haitianos fueron llamados “franceses”.
Los esclavos, que generalmente se ocupaban en labores agrícolas vinculadas a la recolección y siembra del café, también acogieron influencias "aristocráticas" de sus amos. El baile de los negros esclavos fue influenciado por los bailes de salón ingleses de los siglos XVIII y XIX así como por la contradanza francesa.
En un primer momento, los esclavos realizaron sus celebraciones en los secaderos de café. Más tarde, surgieron los cabildos o "sociedades" y se les denominó “tumba (de fiesta) francesa”. Estas sociedades se organizaron de modo similar a los de la nobleza francesa. Contaban con un "rey" o presidente como líder supremo, un vicepresidente y una reina o presidenta, para ocuparse de las mujeres. En la danza, además, eran personalidades relevantes el "mayor" o la "mayora" de plaza, que dirigía el baile; el compositor o cantante solista y la reina cantadora, como guía del coro. Tanto a la fiesta como a la música que se ejecuta en la tumba francesa se le llama “toque”.

## Modalidades de "toque" de la tumba francesa[2]
En la tumba francesa se pueden identificar cuatro modalidades diferentes de "toque"
- El masón está conformado por ocho parejas y presenta formas de danzas europeas de salón de tipo como el minué y la contradanza que aunque originaria de Inglaterra, se afianzó en muchos lugares de Europa, especialmente en Francia.

En el masón, se identifican dos pasos: el paso básico en el cual se avanza con el pie derecho y medio paso del izquierdo, hasta dejarlo a nivel del derecho y se repite comenzando por el derecho. Este paso se usa  en  el molinete,  el círculo, para cambios de parejas, la ejecución libres de parejas de baile así como para el medio círculo y la formación del "túnel".
El otro paso del masón es el que se conoce como "deslizado". Este paso se ejecuta tanto en el círculo sencillo como en el doble así como en la cadena, la serpentina,  el túnel y cuando se marca en el lugar. En la ejecución de este paso, que es muy parecido al “arrollao” de la conga de Santiago de Cuba, los pies prácticamente no se despegan del piso se levantan los pies del suelo y se realiza con desplazamientos cortos y rápidos. El deslizado se usa en el enlace de figuras en el baile y en cambio de la coreografía. El masón admite figuras abiertas y cerradas y su forma elegante de baile recuerda los bailes cortesanos franceses
Ambos pasos, el básico y el deslizando pueden aparecer en forma conjunta en el túnel y el círculo.
- El yubá, es el toque que sigue al masón y está considerado la  más importante del toque pudiendo ser ejecutado por una o más parejas acatando la orden del mayor o la mayora. Luego de la selección del trío, por parte de la mayora y su presentación a la "presidencia" y los músicos se forman las parejas quienes realizan coreografías libres que pueden incluir cambios de parejas.

El  yubá consta de un paso básico corto con rápìdos desplazamientos es corto, y los desplazamientos rápidos.
- El fronté o frenté es el que le sigue al yubá. Aquí el hombre es la figura señera y el baile es ejecutado por la pareja que se considera más importante, mediante la improvisación de pasos vinculados a los diferentes toques de los ejecutantes de los tambores.

- Por último, está la cinta, solo bailada en Santiago de Cuba. La cinta se ejecuta en derredor alrededor de un tronco del que cuelgan cintas de colores, principalmente rojo, azul y blanco. Este baile de parejas está regido por la presencia del mayor o la mayora.

## Vestuario
Uno de los elementos que caracteriza  y que a la vez diferencia a la tumba francesa de otros bailes de origen africano lo constituye el vestuario de sus integrantes.  Las bailadoras usan  batas largas  y coloridos pañuelos en la cabeza así como collares, abanicos y otros accesorios como los "chachás". A su vez, los varones emplean camisas y pantalones blancos. El vestuario se constituye en un elemento fundamental de la elegancia de este baile que recuerda los llamados bailes de salón europeos.

## Instrumentos usados en la tumba francesa
Los instrumentos musicales que se utilizan son:
- Catá
- Premier o redublé (el tambor más grande)
- El bulá y el second  (las llamadas "tumbas")
- La tamborita
- El chachás.

## Surgimiento de las "sociedades"
La voz "Tumba" es de origen congolés y significa jolgorio o fiesta en la lengua bantú. En Cuba se entiende por Tumba la unión de tambores, cantos y bailes al estilo del minué, dado el nivel de refinamiento de los negros vinculados a los colonos franceses.
Muchos esclavos al obtener su libertad se organizaron en diferentes sociedades. Como ejemplo podemos mencionar  la Sociedad de Tumba Francesa Lafayette (nombre puesto en honor del célebre general) la cual data del 24 de febrero de 1862. El nombre de esta sociedad fue cambiado en 1905 por el de "Sociedad de Tumba Francesa La Caridad de Oriente" En 1905 cambia este nombre por el de.

## Importancia de la tumba francesa en Cuba
La Tumba Francesa fue proclamada en 2003 en la Lista representativa del Patrimonio Cultural Inmaterial de la Humanidad
La institución, que tiene su sede en la calle Pío Rosado en el casco histórico santiaguero, recibió en el año 2000 el Premio Nacional de Cultura Comunitaria y en noviembre del 2003 la UNESCO la declaró «Obra Maestra del Patrimonio Oral e Inmaterial de la Humanidad». La distinción le fue entregada el 9 de julio del 2004, en el marco del 24 aniversario del «Festival del Caribe», que se celebra tradicionalmente en la ciudad oriental de Santiago de Cuba.
También en Guantánamo tiene su sede la Tumba Francesa La Pompadour-Santa Catalina de Ricci, en la calle Serafín Sánchez entre Jesús del Sol y Narciso López, en el popular barrio de La Loma del Chivo, inscrita como sociedad desde el 30 de noviembre de 1902. Igualmente perdura la Tumba Francesa de Bejuco, en la zona rural montañosa de antiguos cultivos de café del municipio de Sagua de Tánamo, en la también cubana provincia de Holguín.

## Sociedades
La Tumba Francesa está hoy vigente en varias sociedades, a saber:
- "La Caridad de Oriente", en Santiago de Cuba
- "La Pompadour" o la "Santa Catalina de Riccis" en Guantánamo
- La "Bejuco"  en Ságua de Tánamo.